# Столыпин, Николай Аркадьевич
Никола́й Арка́дьевич Столы́пин (27 июня [9 июля] 1814, Санкт-Петербург — 1 [13] февраля 1884, Гаага) — российский дипломат, посол Российской империи в Нидерландах (1871—1884), а ранее — посол Российской империи при Вюртембергском дворе (1865—1871), тайный советник (1866).

## Биография
Родился 27 июня 1814 года в Санкт-Петербурге.
В 1834 году окончил Императорский Санкт-Петербургский университет и в 1835 году поступил на службу в МИД Российской империи.
В конце 1840-начале 1850-х служил старшим секретарём миссий в Бадене и Франкфурте-на-Майне. С 1854 года — поверенный в делах в Бадене. В 1857 году произведён в действительные статские советники.
С 1865 по 1871 год был послом Российской империи при Вюртембергском дворе.
6 марта 1871 года был назначен послом Российской империи в Нидерландах.
Скончался 1 февраля 1884 года от бронхита в Гааге, где был временно похоронен. Позднее тело было перевезено в Санкт-Петербург и перезахоронено на Тихвинском кладбище Александро-Невской лавры.

## Семья
Приходился двоюродным братом матери поэта М. Ю. Лермонтова. Лермонтов познакомился со Столыпиным в 1832, когда приехал в Санкт-Петербург. В 1837 году их спор о дуэли А. С. Пушкина с Ж. Дантесом послужил для Лермонтова непосредственным толчком к созданию заключительных шестнадцати строк стихотворения «Смерть поэта». После гибели поэта Столыпин привёз в Санкт-Петербург и через их дальнего родственника А. А. Хастатова вернул писателю князю В. Ф. Одоевскому записную книжку со стихами Лермонтова, которую Одоевский подарил поэту перед последним отъездом из столицы на Кавказ.
Столыпин был увлечён Н. Н. Пушкиной, но наличие у неё четырёх детей заставило его отказаться от этого брака.
- Жена — Мария Алексеевна Сверчкова (1822—1893), дочь дипломата Алексея Васильевича Сверчкова.
- Сын — Николай Николаевич (1860—1919?), действительный статский советник, дипломат.